# Токарёвский район
Токарёвский район — административно-территориальная единица (район) и муниципальное образование (муниципальный район) на юго-западе Тамбовской области России.
Административный центр — рабочий посёлок Токарёвка.

## География
Площадь 1450 км². Граничит на западе с Мордовским, на севере — со Знаменским, на северо-востоке — с Сампурским, на востоке — с Жердевским районами Тамбовской области, а также на юге — с Эртильским районом Воронежской области.

## История
Токарёвский район был образован в июне 1928 года в составе образовавшейся Центрально-Чернозёмной области, после её расформирования 13 июня 1934 года вошёл в Воронежскую область, с 27 сентября 1937 года - в Тамбовской области. В 1935 году из Токарёвского района был выделен Полетаевский район, а в 1958 году присоединён обратно.

## Население
| 2002    | 2009    | 2010    | 2012    | 2013    | 2014    | 2015    | 2016    | 2017    |
| ------- | ------- | ------- | ------- | ------- | ------- | ------- | ------- | ------- |
| 21 536  | ↘19 620 | ↘17 898 | ↘17 545 | ↘17 387 | ↘17 024 | ↘16 702 | ↘16 361 | ↘15 981 |
| 2018    | 2019    | 2020    | 2021    |         |         |         |         |         |
| ↘15 599 | ↘15 245 | ↘14 977 | ↗15 248 |         |         |         |         |         |

### Урбанизация
Городское население (рабочий посёлок Токарёвка) составляет  42,1 % от всего населения района.

### Национальный состав
По итогам переписи населения 2020 года проживали следующие национальности (национальности менее 0,1 % и другое, см. в сноске к строке «Другие»):
| Национальность | Численность, чел. | Доля     |
| -------------- | ----------------- | -------- |
| Русские        | 14 316            | 93,89 %  |
| Украинцы       | 139               | 0,91 %   |
| Цыгане         | 95                | 0,62 %   |
| Узбеки         | 84                | 0,55 %   |
| Таджики        | 82                | 0,54 %   |
| Армяне         | 72                | 0,47 %   |
| Азербайджанцы  | 32                | 0,21 %   |
| Табасараны     | 23                | 0,15 %   |
| Другие         | 405               | 2,66 %   |
| Итого          | 15 248            | 100,00 % |

## Административное деление
Токарёвский район как административно-территориальное образование включает 1 поссовет и 9 сельсоветов.
В Токарёвский район как муниципальное образование со статусом муниципального района входят 10 муниципальных образований, в том числе 1 городское и 9 сельских поселений:
| №        | Муниципальное образование    | Административный центр    | Количество населённых пунктов | Население (чел.) | Площадь (км²) |
| -------- | ---------------------------- | ------------------------- | ----------------------------- | ---------------- | ------------- |
| 1e-06    | Городские поселения:         |                           |                               |                  |               |
| 1        | Токарёвский поселковый округ | рабочий посёлок Токарёвка | 4                             | ↘6831            | 101,46        |
| 1.000002 | Сельские поселения:          |                           |                               |                  |               |
| 2        | Абакумовский сельсовет       | село Ивано-Лебедянь       | 18                            | ↘1386            | 270,41        |
| 3        | Александровский сельсовет    | деревня Александровка     | 7                             | ↗529             | 190,40        |
| 4        | Безукладовский сельсовет     | деревня Безукладовка      | 4                             | ↘797             | 40,51         |
| 5        | Гладышевский сельсовет       | деревня Ястребовка        | 5                             | ↗452             | 75,30         |
| 6        | Даниловский сельсовет        | село Малая Даниловка      | 5                             | ↗808             | 97,50         |
| 7        | Полетаевский сельсовет       | село Полетаево            | 8                             | ↗1092            | 218,87        |
| 8        | Сергиевский сельсовет        | село Сергиевка            | 2                             | ↗663             | 94,50         |
| 9        | Троицкоросляйский сельсовет  | село Троицкий Росляй      | 7                             | ↘1078            | 113,54        |
| 10       | Чичеринский сельсовет        | деревня Чичерино          | 10                            | ↗1612            | 231,20        |

В рамках организации местного самоуправления в 2004 году на территории района были созданы 16 муниципальных образований, в том числе 1 городское поселение (поселковый округ) и 15 сельских поселений (сельсоветов). В 2008 году упразднённые Красивский и Семёновский сельсоветы включены в Абакумовский сельсовет. В 2009 году упразднённый Малозверяевский сельсовет включён в Александровский сельсовет, в 2010 году упразднённый Павловский сельсовет — в Полетаевский сельсовет, в 2013 году упразднённый Львовский сельсовет — в Чичеринский сельсовет, в 2014 году упразднённый Васильевский сельсовет — в Чичеринский сельсовет.

## Населённые пункты
В Токарёвском районе 68 населённый пункт, в том числе 1 городской (рабочий посёлок) и 70 сельских.
| №  | Населённый пункт    | Тип             | Население | Муниципальное образование    |
| -- | ------------------- | --------------- | --------- | ---------------------------- |
| 1  | Абакумовка          | деревня         | ↘169      | Абакумовский сельсовет       |
| 2  | Александровка       | деревня         | ↘160      | Александровский сельсовет    |
| 3  | Андреевка           | деревня         | 16        | Александровский сельсовет    |
| 4  | Антюфеевка          | село            | 35        | Даниловский сельсовет        |
| 5  | Банное              | посёлок         | 19        | Троицкоросляйский сельсовет  |
| 6  | Барановка           | деревня         | 14        | Безукладовский сельсовет     |
| 7  | Безукладовка        | деревня         | ↘657      | Безукладовский сельсовет     |
| 8  | Берёзовка           | село            | ↘223      | Абакумовский сельсовет       |
| 9  | Большая Зверяевка   | деревня         | 22        | Александровский сельсовет    |
| 10 | Большая Лозовка     | село            | ↘122      | Александровский сельсовет    |
| 11 | Васильевка          | село            | ↘280      | Чичеринский сельсовет        |
| 12 | Величкино           | деревня         | ↘250      | Абакумовский сельсовет       |
| 13 | Виноградовка        | деревня         | 12        | Абакумовский сельсовет       |
| 14 | Воронцовка          | село            | 3         | Абакумовский сельсовет       |
| 15 | Воронцовские Отруба | деревня         | 1         | Гладышевский сельсовет       |
| 16 | Гладышево           | село            | ↘144      | Гладышевский сельсовет       |
| 17 | Громушка            | село            | ↘172      | Троицкоросляйский сельсовет  |
| 18 | Девятка             | деревня         | ↘41       | Полетаевский сельсовет       |
| 19 | Знаменка            | деревня         | ↘137      | Даниловский сельсовет        |
| 20 | Ивано-Лебедянь      | село            | ↘132      | Абакумовский сельсовет       |
| 21 | Каликино            | село            | ↘144      | Безукладовский сельсовет     |
| 22 | Калиновка           | село            | ↘178      | Полетаевский сельсовет       |
| 23 | Карловка            | деревня         | ↘149      | Полетаевский сельсовет       |
| 24 | Карповка            | деревня         | 20        | Абакумовский сельсовет       |
| 25 | Кочетовка           | село            | ↘456      | Даниловский сельсовет        |
| 26 | Красивка            | деревня         | 3         | Абакумовский сельсовет       |
| 27 | Красные Лужки       | деревня         | 5         | Токарёвский поселковый округ |
| 28 | Красный             | посёлок         | ↘133      | Чичеринский сельсовет        |
| 29 | Кулешовка           | деревня         | ↘128      | Сергиевский сельсовет        |
| 30 | Львово              | село            | ↘134      | Чичеринский сельсовет        |
| 31 | Малая Даниловка     | село            | ↘359      | Даниловский сельсовет        |
| 32 | Малая Зверяевка     | село            | ↘253      | Александровский сельсовет    |
| 33 | Малая Кочетовка     | деревня         | ↘198      | Безукладовский сельсовет     |
| 34 | Малая Ящерка        | деревня         | 79        | Чичеринский сельсовет        |
| 35 | Малиновка           | деревня         | 21        | Абакумовский сельсовет       |
| 36 | Малый Бурначёк      | деревня         | ↘71       | Чичеринский сельсовет        |
| 37 | Малый Росляй        | деревня         | 25        | Троицкоросляйский сельсовет  |
| 38 | Мамонтово           | село            | 47        | Чичеринский сельсовет        |
| 39 | Марьевка            | деревня         | ↘131      | Полетаевский сельсовет       |
| 40 | Михайловка          | деревня         | ↘156      | Абакумовский сельсовет       |
| 41 | Надеждинка          | деревня         | 21        | Полетаевский сельсовет       |
| 42 | Николаевка          | деревня         | ↘115      | Александровский сельсовет    |
| 43 | Новая Деревня       | посёлок         | 11        | Полетаевский сельсовет       |
| 44 | Новоматвеевка       | деревня         | 19        | Александровский сельсовет    |
| 45 | Новоникольское      | село            | ↘329      | Троицкоросляйский сельсовет  |
| 46 | Остроухово          | село            | ↘93       | Чичеринский сельсовет        |
| 47 | Павловка            | деревня         | ↘92       | Абакумовский сельсовет       |
| 48 | Павловка            | село            | ↘187      | Полетаевский сельсовет       |
| 49 | Панино              | деревня         | 21        | Троицкоросляйский сельсовет  |
| 50 | Петровское          | деревня         | ↘358      | Чичеринский сельсовет        |
| 51 | Плата               | деревня         | ↘81       | Даниловский сельсовет        |
| 52 | Полетаево           | село            | ↘535      | Полетаевский сельсовет       |
| 53 | Рассвет             | деревня         | 12        | Токарёвский поселковый округ |
| 54 | Розановка           | деревня         | →163      | Абакумовский сельсовет       |
| 55 | Романовка           | деревня         | 0         | Абакумовский сельсовет       |
| 56 | Семенецк            | деревня         | 67        | Гладышевский сельсовет       |
| 57 | Семёновка           | село            | ↘189      | Абакумовский сельсовет       |
| 58 | Сергиевка           | село            | ↘727      | Сергиевский сельсовет        |
| 59 | Старогрязное        | деревня         | ↘437      | Токарёвский поселковый округ |
| 60 | Токарёвка           | рабочий посёлок | ↘6420     | Токарёвский поселковый округ |
| 61 | Троицкий Росляй     | село            | ↘807      | Троицкоросляйский сельсовет  |
| 62 | Фёдоровка           | деревня         | ↘106      | Абакумовский сельсовет       |
| 63 | Филимоновка         | деревня         | 49        | Абакумовский сельсовет       |
| 64 | Цыгановка           | деревня         | 57        | Гладышевский сельсовет       |
| 65 | Цыганок             | деревня         | 18        | Абакумовский сельсовет       |
| 66 | Чичерино            | деревня         | ↘393      | Чичеринский сельсовет        |
| 67 | Эртиль              | деревня         | 73        | Троицкоросляйский сельсовет  |
| 68 | Ястребовка          | деревня         | ↘326      | Гладышевский сельсовет       |

### Упразднённые населённые пункты
В 2001 г. исключена деревня Корели.
В 2003 г. исключена деревня Веретино.
В 2004 г. исключен поселок  Красный Куст.
В 2015 году деревня Петровское (бывший Львовский сельсовет) была включена в село Львово.
В 2017 году упразднены деревни Красная Поляна Безукладовского сельсовета, Николаевка Полетаевского сельсовета, посёлок Красный Токай Полетаевского сельсовета.
В 2023 году объединены: деревни Кулешовка и Абакумовка Абакумовского сельсовета в единый населенный пункт с сохранением наименования населенного пункта — деревня Абакумовка; деревня Павловка и село Васильевка Чичеринского сельсовета в единый населенный пункт с сохранением наименования населенного пункта — село Васильевка; деревня Марьевка и село Мамонтово Чичеринского сельсовета в единый населенный пункт с сохранением наименования населенного пункта - село Мамонтово

## Экономика
В районе выращивают сахарную свёклу, пшеницу, просо, гречиху, кукурузу, ячмень, подсолнечник. Развито молочно-мясное животноводство, свиноводство, птицеводство. Промышленность сосредоточена в пгт Токарёвка.

## Транспорт
Железнодорожная станция (Токарёвка) на линии «Грязи—Поворино» Юго-Восточной железной дороги.
По территории района проходит автомобильная дорога федерального значения М6 «Каспий» Москва—Волгоград—Астрахань.